# Преступность в Казахстане
За 10 месяцев 2022 года зарегистрировано уголовных правонарушений – 140592, что на 1,8% больше, чем за аналогичный период предыдущего года (138093), из них 86,0% или 120985 – преступлений, 14,0% или 19607 – уголовные проступки.    
Больше всего уголовных правонарушений зарегистрировано в следующих регионах страны:
г.Алматы (30697), г.Астана (15703), г.Шымкент (8603), Алматинской (11243), Карагандинской (8823) и Восточно-Казахстанской (7343) областях.
Преступность по категориям тяжести зафиксирована следующей динамикой:
- снижение по особо тяжким преступлениям на 0,2% (с 1962 до 1965);
- рост по тяжким преступлениям на 14,8% (с 33408 до 38361);
- снижение по средней тяжести на 2,7% (с 61668 до 60017);
- рост по небольшой тяжести на 1,8% (с 20288 до 20645);

По отдельным составам преступлений зафиксирована динамика:
- Убийства (ст.99 УК РК) – снижение на 6,7% (с 491 до 458);
- Кражи (ст.ст.188, 188-1 УК РК) – рост на 5,7% (с 50498 до 53386);
- Мошенничества (ст.190 УК) – рост на 7,1% (с 37286 до 34803);
- Грабежи (ст.191 УК) – снижение на 3,0% (с 2201 до 2134);
- Разбой (ст.192 УК) – снижение на 22,4% (с 192 до 149);
- Хулиганство (ст.293 УК) – снижение на 7,8% (с 2218 до 2044);
- Вымогательство (ст.194 УК) – рост на 20,1% (с 268 до 322);
- Изнасилования (ст.120 УК) – снижение на 28,2% (с 581 до 417);
- Преступления, связанные с наркотиками (ст.296-303 УК) – снижение на 6,8% (с 6510 до 6069).

В Индексе восприятия коррупции Transparency International за 2021 год Казахстан ухудшил свои позиции, набрав 37 балов и заняв 102-ю строчку из 180-ти..  

## Тяжкие преступления
За 2016 год в Казахстане совершено 26 тысяч тяжких преступлений.
За 2014 год в Казахстане совершено 27 941 тяжких преступлений.
За 2012 год в Казахстане совершено 13 277 тяжких преступлений.
За 2007 год в Казахстане совершено 29 049 тяжких преступлений.

### Убийства
Согласно данным международного рейтинга по уровню убийств в 2011 и 2013 годах, Казахстан занимает 138 место из 219 стран.
Согласно глобальному отчету бюро ООН по борьбе с наркотиками и преступностью (UNODC) по данным 2008 года в Казахстане зарегистрировано 1,680 убийств, что составляет 10,7 убийства на 100 тысяч населения.
В 2007 г. в РК общее число убийств составило 1677.

### Самоубийства
В 2018 году по данным ВОЗ Казахстан занимает десятое место в международном рейтинге, зафиксировано 23,8 случая на 100 тысяч населения.
В 2017 году по данным Комитета по правовой статистике и специальным учетам Генеральной прокуратуры РК казахстанцы совершили 3 644 суицида. Отмечается, что пик самоубийств пришёлся на апрель, май, июнь.
В 2016 году в Казахстане увеличились случаи самоубийства на 5,5 % , зафиксировано 3942 самоубийства.
За девять месяцев 2010 года зафиксировано 2359 самоубийств, за аналогичный период 2009 года совершено 3121 самоубийства.

## Динамика
По данным статкомитета Министерства национальной экономики в 2017 году в Казахстане зарегистрировано 316 тыс. 418 преступлений, что на 12,6 % меньше, чем в 2016 году. В целом по стране на каждые 10 тыс. человек пришлось 175 преступлений.
По данным Комитета по правовой статистике и специальным учетам Генеральной прокуратуры РК, уровень преступности с января по ноябрь 2016 года снизился на 6 %, по сравнению с 2015 годом (с 342 511 до 322 033).
По данным Комитета по правовой статистике и специальным учетам Генеральной прокуратуры РК в 2014 году уровень зарегистрированных преступлений уменьшился на 5,2 % по сравнению с 2013 (с 359 844 до 341 291).
По данным Агентства статистики в Казахстане с января по декабрь 2013 года зарегистрировано 359 тысяч 844 преступлений, что на 25,1 % больше, чем в 2012 году.
По данным Агентства Казахстана по статистике за 9 месяцев (с января по сентябрь) 2011 года уровень преступности вырос на 38,3 процента, за этот период в стране зарегистрировано 137 789 преступлений.
По итогам деятельности ведомства в первом квартале 2011 года председатель комитета по правовой статистике и социальным учётам Генпрокуратуры Казахстана Марат Ахметжанов отметил «Наблюдается рост общеуголовных преступлений на 15,9 %».
В первом квартале 2010 года уровень увеличился на 10,2 % по сравнению с аналогичным периодом 2009 года с 29,5 тысяч до 32,5 тысяч.
Всего зарегистрировано преступлений:
- за 1991 год — 173 858
- за 1992 год — 200 873
- за 1993 год — 206 006
- за 1994 год — 201 796
- за 1995 год — 183 913
- за 1996 год — 183 977
- за 1997 год — 162 491
- за 1998 год — 142 100
- за 1999 год — 139 431
- за 2000 год — 150 790
- за 2001 год — 152 168
- за 2002 год — 135 151
- за 2003 год — 118 485
- за 2004 год — 143 550
- за 2005 год — 146 347
- за 2006 год — 141 271 (+ поставлено на учёт 12491 преступления, по которым отказано в возбуждении уголовного дела)[21]
- за 2007 год — 128 064 (+ поставлено на учёт 9572 преступления, по которым отказано в возбуждении уголовного дела)
- за 2008 год — 127 478
- за 2009 год — 121 667[22]
- за 2010 год — 131,9 тысяч
- за 2011 год — 206,8 тысяч

За 6 месяцев 2003 года, с начала года по июль в Казахстане зарегистрировано 61 тысяча 725 преступлений (что составляло на 11,1 % меньше, чем за аналогичный период 2002 года).
В январе-августе 2001 года в Казахстане было совершено 104,8 тысячи преступлений, тяжкие и особо тяжкие преступления составляли 52,9 %.

### Динамика коэффициентов преступности
Число зарегистрированных преступлений в расчете на 100 тыс. всего населения:
- 2000 г. — 1013
- 2001 г. — 1024
- 2002 г. — 910
- 2003 г. — 795
- 2004 г. — 956,4

### Статистика ДТП по данным МВД
- За шесть месяцев 2018 года в Казахстане произошло более 6 743 дорожно-транспортных происшествий, в которых пострадало более 9,4 тысячи человек, 783 погибло[26].
- За первый квартал 2017 года в Казахстане произошло более 3 тысяч дорожно-транспортных происшествий, в которых погибло 295 человек и ранено более 4 тысяч[27].
- В 2016 году в Казахстане было зарегистрировано более 17 000 дорожно-транспортных происшествий, при которых погибли 2 390 человек, пострадали более 23 000 человек[28].
- За 9 месяцев 2015 года в Казахстане произошло почти 14 000 дорожно-транспортных происшествий. В них погибли 1700 человек и более 17 тыс. получили травмы[29].
- В 2014 году на дорогах Казахстана произошло 20 378 дорожно-транспортных происшествий. Погибли 2 585 человек, травмы получили 25 942 человека[30].
- За 2013 год в Казахстане зарегистрировано 23 359 дорожно-транспортных происшествий. В них погибли более 3 тыс. человек, 29 тыс. — получили различные ранения[31].
- За пять месяцев 2012 года в Казахстане зарегистрировано 4522 дорожно-транспортных происшествия, в которых погибли 844 человека и получили ранения 5543[32].
- За 4 месяца 2011 года на дорогах республики зарегистрировано 2572 дорожно-транспортных происшествий, в которых погибли 536 человек и получили ранения 2889 человек[33].
- в 2009 году было 12534 дорожно-транспортных происшествий, погибло 2898 и ранено 14788 человек.
- в 2008 году было 13739 дорожно-транспортных происшествий, погибло 3351 и ранено 16400 человек[34].
- в 2007 году было 15942 дорожно-транспортных происшествий, погибло 4365 и ранено 18951 человек[35].
- в 2006 году было 16038 дорожно-транспортных происшествий, погибло 4271 и ранено 19389 человек[36].

## Несовершеннолетние
- За четыре месяца 2018 года несовершеннолетними совершено 945 преступлений[37].
- В 2017 году зарегистрировано 966 преступлений, совершенных несовершеннолетними.
- За 6 месяцев 2013 года в Казахстане зарегистрировано 2736 преступлений, совершенных несовершеннолетними[38].
- За 11 месяцев 2009 года органами внутренних дел зарегистрировано 5 тыс. преступлений, совершенных несовершеннолетними[39].
- По данным за 2007 год всего преступлений, совершенных несовершеннолетними — 5365[40].

## Заключенные в Казахстане
В Казахстане отбывают наказания свыше 55 тысяч человек (на 07.12.2011). На содержание одного осужденного в Казахстане выделяется около 24 тысяч тенге ежемесячно.
В соответствии с пунктом шестым статьи 54 Конституции Республики Казахстан Парламент Республики Казахстан имеет право издавать акт об амнистии.
В Республике Казахстан право помилования принадлежит Президенту Республики Казахстан (п. 15 ст. 44 Конституции Республики Казахстан) в отношении граждан, которые были осуждены судами республики.
На 2009 год в Казахстане функционировало четыре воспитательных колонии и один локальный участок для девочек. Всего в воспитательных колониях содержится 471 несовершеннолетний.

### Численность осужденных
По данным Комитета по правовой статистике и специальным учётам Генеральной Прокуратуры Республики Казахстан.
- 2003 год — 50271
- 2004 год — 41755
- 2005 год — 38439
- 2006 год — 32582
- 2007 год — 35497
- 2008 год — 36351
- 2009 год — 39400
- 2010 год — 31968
- 2011 год — 26219
- 2018 год -31001

## Амнистии
С 1991 года в Казахстане проведено 10 амнистий.
14 декабря 2016 года Президент РК Нурсултан Назарбаев подписал Закон «Об амнистии в связи с двадцатипятилетием Независимости Республики Казахстан». 1500 человек будут освобождены из исправительных учреждений, 80 % из них будут находиться на контроле службы пробации.
7 декабря 2011 года Сенат Парламента Республики Казахстан на пленарном заседании принял Закон «Об амнистии в связи с 20-летием государственной независимости Республики Казахстан», 26 октября 2011 этот Законопроект одобрил мажилис.
Под действие амнистии попадает 16 тыс. 187 человек, из них осужденных 11 с лишним тысяч, из них 2142 — из мест лишения свободы, и 4191 будут освобождены из под следствия.
В 2006 году в Казахстане проводилась амнистия, тогда в спики попали более 34 тысяч человек.
Подробности содержит Закон Республики Казахстан «Об амнистии в связи с легализацией незаконных трудовых иммигрантов».
19 февраля 2002 г. — Закон Республики Казахстан «Об амнистии в связи с десятилетием независимости Республики Казахстан».
2 апреля 2001 г. — Закон Республики Казахстан «Об амнистии граждан Республики Казахстан в связи с легализацией ими денег».
29 декабря 2000 г. — Закон Республики Казахстан «Об амнистии в связи с годом единства и преемственности поколений».
13 июля 1999 г. — Закон Республики Казахстан «Об амнистии в связи с годом единства и преемственности поколений».
15 июля 1996 г. — Закон Республики Казахстан «Об амнистии в связи с первой годовщиной новой Конституции Республики Казахстан».
5 октября 1994 г. — Закон Республики Казахстан «Об амнистии в связи с Международным годом семьи».
16 февраля 1991 г. был принят Закон Казахской Советской Социалистической Республики «Об амнистии в связи с принятием Декларации о государственном суверенитете Казахской Социалистической Республики».

## Закон о гуманизации
21 июня 2018 года принят закон «О внесении изменений и дополнений в некоторые законодательные акты РК по вопросам совершенствования уголовно-процессуального законодательства и деятельности правоохранительных и специальных государственных органов». В Уголовном кодексе внесены поправки 255 статей, в Уголовно-процессуальном кодексе – 16 статей и в Уголовно-исполнительном кодексе – 6 статей.

### Мнения
По мнению сенатора Гани Касымова, амнистия является большим праздником для всего народа Казахстана.

## Воры в законе
В 2012 году в Казахстане были два вора в законе: Серик Калыкович Джаманаев (Серик-голова) и Айткали Маймушев (Леха Маймыш, Леха Семипалатенский).
На 31 января 2024 по данным КНБ РК в Казахстане отбывает наказание два вора в законе Серик Калыкович Джаманаев и Стуруа Бондо Важаевич. Еще 2 вора из Казахстана вышли: Самаркан Шамранович Ахметов и Маймушев Айткали Мукашевич.
- Сергей Николаевич Радченко (1962-1993) (Рача Семипалатинский) — первый вор в законе в Казахстане.
- Берик Кенжегулович Шымырбаев (1954-2002) (Бикен Луговой)
- Самаркан Шамранович Ахметов (1970гр) (Самар)[57]